# ناحیه چستر، شهرستان اوتاوا، میشیگان
ناحیه چستر (به انگلیسی: Chester Township) یک منطقهٔ مسکونی در ایالات متحده آمریکا است که در شهرستان اتاوا، میشیگان واقع شده‌است.
 ناحیه چستر ۹۲٫۹ کیلومتر مربع مساحت و ۲٬۰۱۷ نفر جمعیت دارد و ۲۲۰ متر بالاتر از سطح دریا واقع شده‌است.